# 兴隆街道 (东营市)
兴隆街道，是中华人民共和国山東省东营市垦利区下辖的一个街道办事处。2009年，垦利县撤销西宋乡、垦利镇，设立垦利街道办事处、兴隆街道办事处。此外，永安镇的4个行政村划归兴隆街道办事处。

## 行政区划
兴隆街道下辖以下地区：
渔洼村、五一村、兴隆村、杜屋村、周屋村、黄店村、东兴村、南成寨村、北成寨村、广兴村、大王村、大河村、同兴村、西九村、后李村、店子村和胜利油田景安类似社区。